# (401) Ottilia
(401) Ottilia ist ein Asteroid jenseits des äußeren Hauptgürtels, der am 16. März 1895 vom deutschen Astronomen Max Wolf an seiner Privatsternwarte in Heidelberg bei einer Helligkeit von 12,5 mag entdeckt wurde.
Der Asteroid wurde benannt durch den Berliner Astronomen Adolf Berberich (1861–1920), er schrieb: „Für den Planeten … wurde der in der Schwarzwald- und Vogesenlegende eine Rolle spielende Name Ottilia gewählt.“ Der Schwarzwald erstreckt sich entlang der Ostseite des Oberrheins in Deutschland, die Vogesen entlang der Westseite des Flusses in Frankreich. Berberich interessierte sich für den Asteroiden wegen seiner Umlaufzeit im Verhältnis von etwa 1:2 zu der des Jupiters.
(401) Ottilia wird zwar zu den Hauptgürtelasteroiden gezählt, bewegt sich aber außerhalb der Hecuba-Lücke und ist damit ein Mitglied der Cybele-Gruppe. Von den größeren Asteroiden auf einer stabilen Bahn hält sie sich dabei am nächsten zur Region der dynamisch instabilen 2:1-Bahnresonanz mit Jupiter auf.

## Wissenschaftliche Auswertung
Aus Ergebnissen der IRAS Minor Planet Survey (IMPS) wurden 1992 Angaben zu Durchmesser und Albedo für zahlreiche Asteroiden abgeleitet, darunter auch (401) Ottilia, für die damals Werte von 99,1 km bzw. 0,04 erhalten wurden. Eine Auswertung von Beobachtungen durch das Projekt NEOWISE im nahen Infrarot führte 2011 zu vorläufigen Werten für den Durchmesser und die Albedo im sichtbaren Bereich von 93,2 km bzw. 0,05. Nach neuen Messungen mit NEOWISE wurden die Werte 2014 auf 87,8 km bzw. 0,05 korrigiert. Nach der Reaktivierung von NEOWISE im Jahr 2013 und Registrierung neuer Daten wurden die Werte 2015 zunächst mit 113,9 km bzw. 0,03 angegeben und dann 2016 korrigiert zu 88,8 oder 110,4 km bzw. 0,05 oder 0,03, diese Angaben beinhalten aber alle hohe Unsicherheiten.
Photometrische Messungen des Asteroiden fanden erstmals statt vom 7. Oktober 1996 bis 17. Februar 1997 am Calar-Alto-Observatorium in Spanien. Weitere Beobachtungen am gleichen Ort erfolgten vom 23. Januar bis 19. Februar 1998 sowie vom 25. Januar bis 4. Februar 1999. Aus den während insgesamt 15 Nächten aufgezeichneten Lichtkurven wurde eine Rotationsperiode von 6,05 h bestimmt.
Aus archivierten Daten des Asteroid Terrestrial-impact Last Alert System (ATLAS) aus dem Zeitraum 2015 bis 2018 wurde in einer Untersuchung von 2020 mit der Methode der konvexen Inversion erstmals ein dreidimensionales Gestaltmodell des Asteroiden für zwei alternative Rotationsachsen nahezu in der Ebene der Ekliptik gelegen sowie eine Periode von 6,04828 h berechnet. Aus den Daten von ATLAS konnte in einer Untersuchung von 2022 mit der Methode der konvexen Inversion noch einmal eine Rotationsperiode von 6,0482 h bestimmt werden.